# Presentación artística

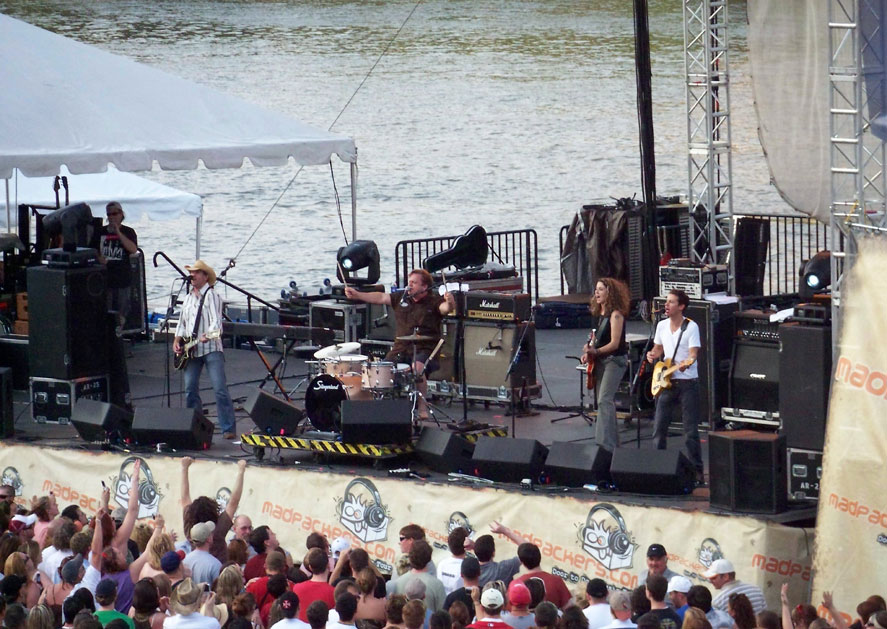
Cowboy Mouth en una presentación en el año 2007

Una presentación en las artes escénicas,  generalmente comprende un evento en el que un artista o grupo de artistas se comportan de una manera particular para otro grupo de personas, llamado audiencia. El canto coral y el ballet son algunos ejemplos. Por lo general, los artistas participan en ensayos para su preparación. Después de una actuación los miembros del público a menudo aplauden y a veces ocurre una medición de desempeño, proceso mediante el cual se recolecta , analiza y reporta información sobre la actuación de un individuo, grupo, organización, sistema o componente.
Las maneras de expresar la apreciación de la audiencia pueden variar de acuerdo a la cultura. Los artistas chinos por ejemplo, aplaudirán al final de la presentación; estos aplausos simbolizan un "gracias" para la audiencia.En Japón, las presentaciones artísticas folklóricas, normalmente atraen a individuos que toman fotografías, a veces levantándose a la altura del escenario y a pulgadas de distancia de los rostros de los artistas.
A veces la línea divisora entre artistas y audiencia puede volverse borrosa, como en el ejemplo de "teatro participativo", donde algunos miembros de la audiencia son involucrados en la producción. 
Las presentaciones teatrales, pueden tener lugar diariamente o en algún otro intervalo de tiempo definido, así como en espacios designados (como teatros o salas de concierto), o en un lugar convencional, como alguna estación de metro, en la calle, o en la casa de alguna persona.

## Géneros de Presentación
Algunos ejemplos de  géneros de presentación incluyen:
- Género musical:
  - concierto
  - recital
  - canto gregoriano
  - competencia musical
- Género teatral:
  - obra de teatro
  - ópera
  - opereta
  - ballet y otros tipos de danza
  - musical
- Otros géneros:
  - circo
  -  arte en vivo
  -  poesía en vivo
  - acto callejero
  -  ilusionismo (magia)
  - narración de historias

Las  actuaciones musicales (un concierto o un recital) puede efectuarse en el interior de una sala de conciertos o al aire libre en un campo, y puede requerir que la audiencia permanezca en silencio, o animarlos a cantar y bailar con la música.
Una presentación también puede describir la forma en que un actor trabaja, cuando lo hace de manera individual, puede referirse a un mimo, comediante, mago,solista
```
u otro artista.
```

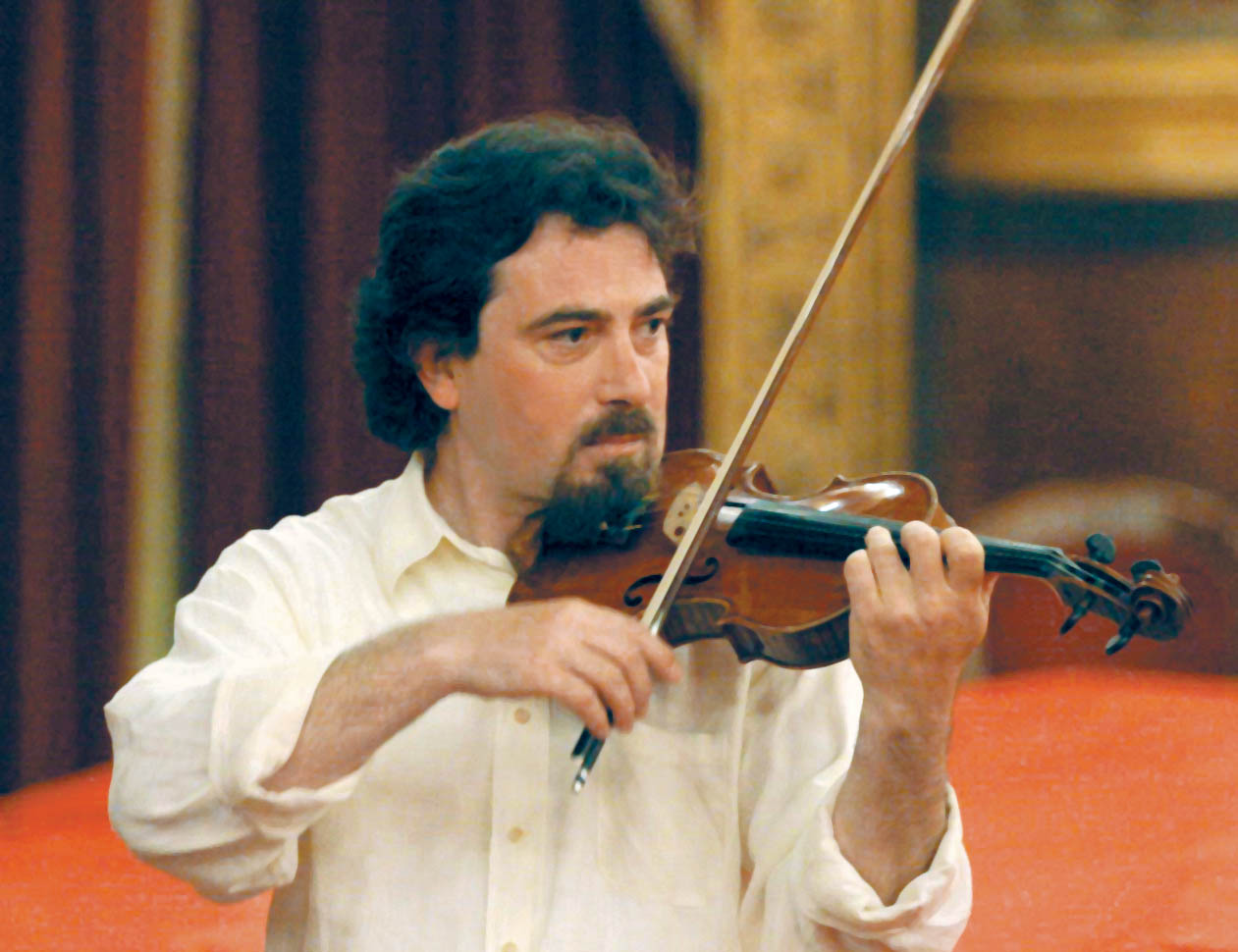
Palermo Concertmaster Salvatore Greco en una presentación
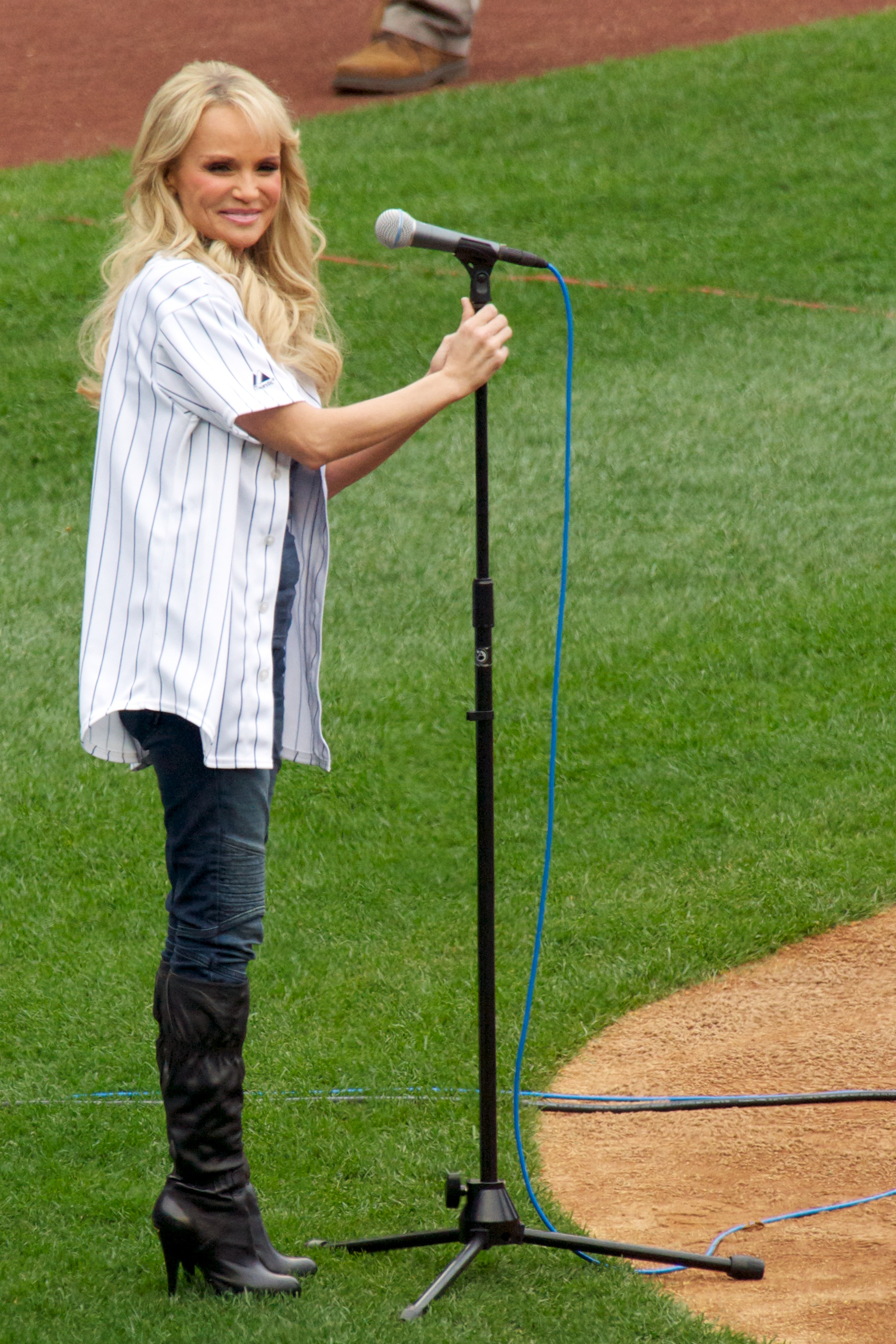
Kristin Chenoweth presenta el himno nacional de los Estados Unidos en un juego de baseball

## Descripción de soporte para presentaciones en vivo
Las presentaciones en vivo incluyendo el teatro, música, danza, ópera, usan equipo de producción de sonido y servicios como: puesta en escena, escenografía, mecánica, sonido, iluminación, vídeo, efectos especiales, transporte, embalaje, comunicación, vestuario y maquillaje para convencer a la  audiencia que no hay mejor lugar en donde podrían estar en esos momentos.
Este artículo, nos da información sobre las diferentes herramientas y servicios de producción, utilizados para las presentaciones y cómo se relacionan entre ellos.
Las presentaciones en vivo tienen una larga historia de usar herramientas visuales como iluminación, escenografía, o vestuario y una corta historia de usar proyecciones visuales y refuerzos de amplificación de sonido. 
La sección de este artículo, explica cómo las herramientas necesarias para presentar, amplificar y reforzar las presentaciones en vivo están entrelazadas.